# أبو الجوائز الواسطي
أبو الجوائز الحسن بن علي بن محمد الواسطي (992 - 1068) شاعر وكاتب عراقي. أصله من واسط، سكن بغداد مدة طويلًا، وتوفي بها. اشتهر بالمدح والوصف والغزل وله كتب.

## سيرته
ولد أبو الجوائز الحسن بن علي بن محمد بن باري الكاتب الواسطي سنة 992م/ 382 هـ في واسط. أقام ببغداد زمناً طويلاً. ذكره الخطيب البغدادي في تاريخه وقال «علقت عنه أخباراً وحكايات وأناشيد وأمالي عن ابن سكرة الهاشمي وغيره، ولم يكن ثقة، فإنه ذكر لي أنه سمع من ابن سكرة وكان يصغر عن ذلك، وكان أديباً شاعراً.»

ذكر ابن السمعاني في ترجمة أبي عبد الله البارع المقرئ أن أبا الجوائز هذا حدثه أنه «حج فرأى في الطواف امرأة فعلقت بقلبه قال فلم أزل أستمتع بالنظر إليها إلى أن رحلنا فلم أدر أي طريق سلكت فكلفت بها وازداد وجدي فأشار علي بعض إخواني أن أتزوج فامتنعت ثم أمرت امرأة أن تخطب لي فقالت لي بعد أيام قد حصلت لك امرأة على وفق النعت الذي طلبت فعقدت عليها فلما زفت إلي تأملتها فإذا هي صاحبتي فقضيت العجب من ذلك الاتفاق.»

توفي سنة 1068 م/ 460 هـ في بغداد. وله تآليف وخط جيد وأشعار رائقة.

## شعره
من نظمه: